# Fortaleza dos Nogueiras
Fortaleza dos Nogueiras is een gemeente in de Braziliaanse deelstaat Maranhão. De gemeente telt 11.972 inwoners (schatting 2009).